# Сайрановский сельсовет (Туймазинский район)
Сайрановский сельсовет — муниципальное образование в Туймазинском районе Башкортостана.
Административный центр — село Сайраново.

## История
Согласно «Закону о границах, статусе и административных центрах муниципальных образований в Республике Башкортостан» имеет статус сельского поселения.

## Население
| 2002  | 2009  | 2010  | 2012  | 2013  | 2014  | 2015  |
| ----- | ----- | ----- | ----- | ----- | ----- | ----- |
| 1332  | ↗1490 | ↘1488 | ↘1460 | ↘1453 | ↗1462 | ↗1469 |
| 2016  | 2017  | 2018  |       |       |       |       |
| ↗1471 | ↘1466 | ↗1471 |       |       |       |       |

## Состав сельского поселения
| № | Населённый пункт  | Тип населённого пункта       | Население |
| - | ----------------- | ---------------------------- | --------- |
| 1 | Сайраново         | село, административный центр | ↗688      |
| 2 | Урмекеево         | село                         | ↘315      |
| 3 | Тюпкильды         | село                         | ↗209      |
| 4 | Новоарсланбеково  | деревня                      | ↘150      |
| 5 | Староарсланбеково | деревня                      | ↘119      |
| 6 | Урняк             | деревня                      | ↘7        |

## Известные уроженцы
- Муса Сиражи (род. 1 февраля 1939) — башкирский поэт, публицист, общественный деятель[16][17][18].

## Достопримечательности
- Тюпкильдинские ветряки — одна из самых мощных в России ветряных электростанций, третий по мощности российский ветропарк[19][20].